# Лященко, Валентин Константинович
Валенти́н Константи́нович Ля́щенко (род. 19 июля 1982 года, Курск, СССР) — российский военный дирижёр. Начальник и художественный руководитель Центрального концертного образцового оркестра Военно-Морского Флота Российской Федерации им. Н. А. Римского-Корсакова с июня 2021 года, капитан 2-го ранга.

## Биография
Родился 19 июля 1982 в Курске в семье музыкантов.
В 1997-2001 годах учился в Московском военно-музыкальном училище в классе Б. Карпова (кларнет). Наряду со специальностью увлечённо занимался инструментовкой и дирижированием. По окончании обучения получил диплом с отличием.
В 2001 году без вступительных экзаменов зачислен на первый курс Московской военной консерватории. Учёба в консерватории связана с именами таких педагогов как профессор Б. Диков (кларнет), доцент Т. Добровольская (фортепиано), профессор Л. Дунаев, доцент А. Гилёв (инструментовка). Вместе с тем любимым предметом оставалось дирижирование в классе доцента, заслуженного артиста РФ Владимира Иванова. Будучи курсантом, Валентин Лященко дирижировал курсовым и учебным оркестрами консерватории в концертных залах Москвы и во время зарубежных гастрольных поездках. В итоге за успехи в учёбе он номинировался и получил именную премию благотворительного фонда В. Потанина.
Обязательную после четвёртого курса консерватории стажировку в должности военного дирижёра курсант Лященко провёл в Адмиралтейском оркестре Санкт-Петербурга под руководством заслуженного артиста РФ, капитана 1 ранга Алексея Карабанова. За время стажировки были приобретены теоретические знания и практические навыки, которые позволили достойно закончить консерваторию с дипломом с отличием. Выпускной экзамен состоялся в Большом зале Московской государственной консерватории с Центральным оркестром Министерства Обороны РФ и был отмечен государственной экзаменационной комиссией. 10 июня 2006 года на Соборной площади в Кремле состоялось церемония присвоения первого офицерского звания «лейтенант» и назначение на должность военного дирижёра Санкт-Петербургского высшего военного училища радиоэлектроники ВВС ПВО.
С сентября 2008 года капитан-лейтенант Валентин Лященко являлся старшим дирижёром Ленинградской военно-морской базы, художественным руководителем и дирижёром Адмиралтейского оркестра — старейшего духового военно-морского оркестра России. Под его руководством Адмиралтейский оркестр выступал в лучших залах Санкт-Петербурга, тем самым подтверждая звание одного из лучших духовых коллективов страны.
В ноябре 2011 года за достижения в области музыкального творчества Валентин Лященко удостоен Молодёжной премии Санкт-Петербурга, учреждённой правительством города в 2011 году.
«В благословение за труды во славу Русской Православной Церкви» в мае 2013 года награждён Серебряной медалью святого апостола Петра 1 степени.
В июле 2014 года присвоено очередное воинское звание капитана 3-го ранга.
До 2016 года руководил духовым оркестром Средней специальной музыкальной школы Санкт-Петербургской государственной консерватории им. Н. А. Римского-Корсакова, затем преподавал дирижирование в этой школе.
С июня 2021 года — начальник и художественный руководитель Центрального концертного образцового оркестра Военно-Морского Флота Российской Федерации им. Н. А. Римского-Корсакова. Присвоено воинское звание капитан 2-го ранга.